# 菅英三子
菅 英三子（すが えみこ、1959年9月30日 - ）は、日本の声楽家、ソプラノ歌手。東京藝術大学教授。

## 来歴
岩手県水沢市（現・奥州市）の生まれ。牧師であった父菅隆志の転任により宮城県仙台市日本基督教団仙台北教会に引っ越す。家が教会だったこともあって、幼少の頃から日常的に音楽に接していた。
京都市立芸術大学、ウィーン国立音楽大学を首席で卒業。佐々木成子、木下武久、小室彰子、長谷川美津子、R. ハンスマンに師事。
稲畑・中原賞、オーストリア共和国学術報奨受賞。A.クラウス国際声楽コンクール第2位、ウィーン国際新進オペラ歌手コンクール第1位、藤沢オペラコンクール第1位および福永陽一郎賞受賞。青山音楽賞、出光音楽賞、新日鉄音楽賞、文化庁芸術祭新人賞、宮城県芸術選奨を受賞。
欧米においては、フランクフルト放送交響楽団定期演奏会に出演した他、マドリード、ウィーンでのコンサート等に出演、またプラハ国立歌劇場をはじめ、ブレーマーハーフェン市立劇場（ドイツ）、ブルノ国立歌劇場（チェコ）、フロリダ・パームビーチ・オペラ（アメリカ）に客演、バートヘルスフェルト夏季音楽祭、ガルス夏季音楽祭の野外オペラ公演に出演している。
また、1998年から2008年まで、日本ALS協会宮城県支部支援のためのクリスマスチャリティコンサートを毎年12月に開催していた。
2011年まで京都市立芸術大学准教授。現在、東京藝術大学教授、宮城学院女子大学非常勤講師。日本基督教団仙台北教会会員。

## 参考資料
- 第50回公開東北学院クリスマス（1999年12月17日）プログラム
- 菅英三子ソプラノリサイタル（2006年6月11日）プログラム